# Jinonice

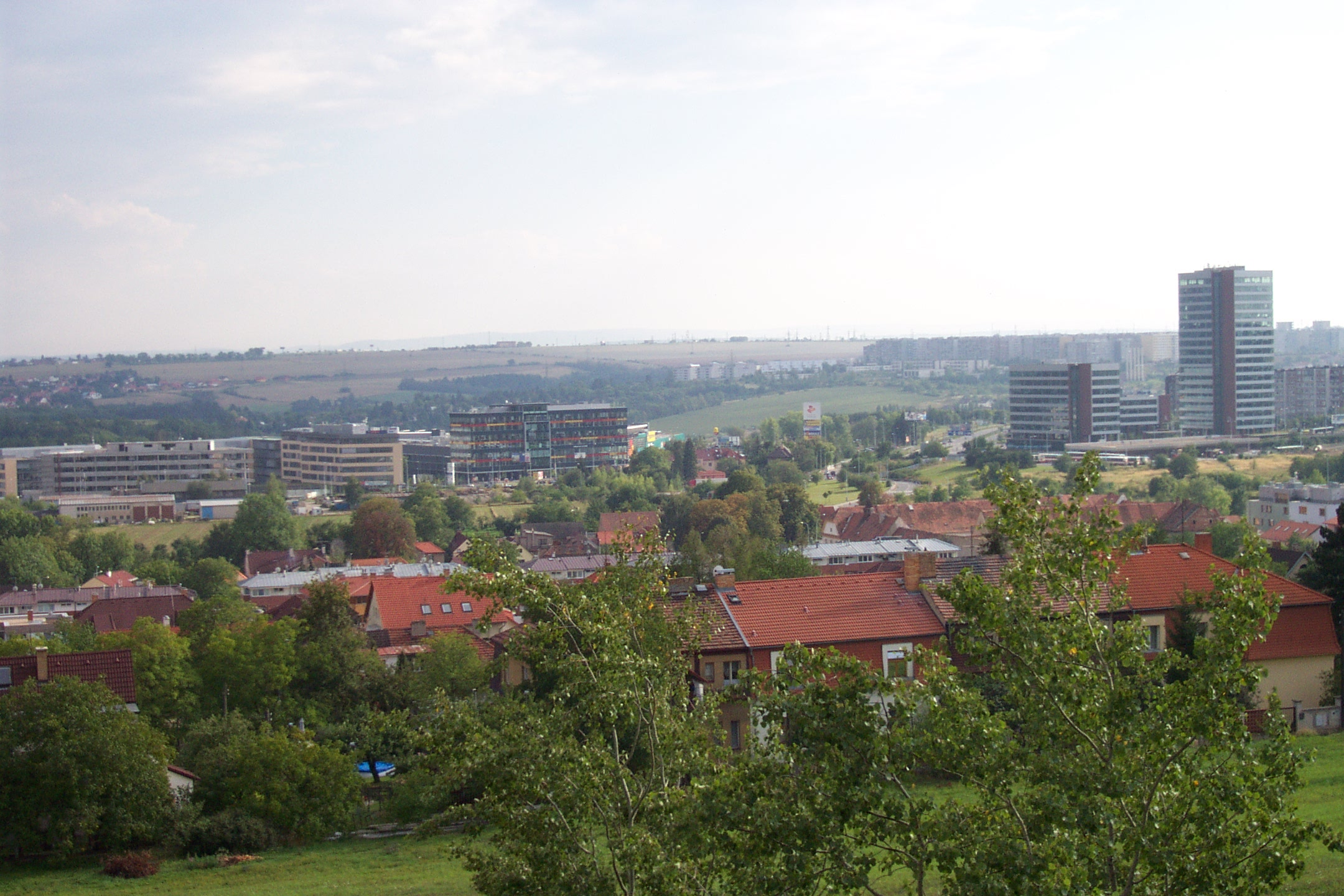
Zicht over Jinonice.

Jinonice is een wijk van de Tsjechische hoofdstad Praag, ten zuidwesten van het centrum. Het grootste deel van de wijk hoort bij het gemeentelijke district Praag 5, een klein deel hoort bij Praag 13. Jinonice heeft 3.940 inwoners (2006).
De eerste vermelding van Jinonice stamt al uit het jaar 1088. Vermoedelijk bestond er in Jinonice een vesting aan de voet van de heuvel. Op deze plaats werd in 1665 waarschijnlijk door de familie Schwarzenberg een klein slot met brouwerij gebouwd. Na de Dertigjarige Oorlog waren er weinig huizen overgebleven in Jinonice. Pas in de loop van de 19e eeuw begon de bevolking weer toe te nemen.